# Kasanga (Sprache)
Das Kasanga (auch c'hasangeg oder kadsanga) ist eine Sprache, die in Guinea-Bissau vom Volk der Kasanga gesprochen wird.
Sie ist eine Nun-Sprache innerhalb der westatlantischen Sprachen und ist vom Aussterben bedroht, da die Sprecher immer mehr die portugiesische Sprache übernehmen und als Muttersprache das portugiesischbasierte Guineabissauische Kreol erlernen. 